# Астрабад (1900)
Астрабад (с 1920 года «Али Байрамов») — пароход, впоследствии вспомогательное судно Каспийской военной флотилии.
Заложен в 1899 году на верфи Акционерного общества «Сормово», спущен на воду в апреле 1900 года, вступил в строй в июне 1901 года.

## Описание
- Длина: 38,71 м
- Ширина: 6,71 м
- Осадка: 2,44 м
- Водоизмещение: 410 т
- Силовая установка: 2 x 500 л. с.
- Скорость хода:
  - максимальная 12 узлов
  - экономическая 10 узлов
- Дальность плавания: 500 миль
- Вооружение: 5 х 47-мм; после 1911 года 4 х 47-мм, 1 х 7,62-мм; после 1917 года 2 х 75-мм, 3 х 47-мм
- Экипаж: 51 человек.

## История
- 27 сентября 1907 — Портовое судно.
- 25 февраля 1911 — Посыльное судно.
- 31 октября 1917 — Красная Каспийская военная флотилия.
- 31 июля 1918 — Захвачено в Баку Диктатурой Центрокаспия и английскими войсками, включён в состав флота.
- 28 апреля 1920 — Отбито частями РККА при освобождении Баку.
- 29 мая 1920 — Зачислено в состав ВМС Азербайджана.
- 5 июля 1920 — Включено в состав Волжско-Каспийской военной флотилии.
- 12 июня 1920 — Переименовано в «Али Байрамов»
- 11 ноября 1920 — Канонерская лодка
- 5 июля 1921 — Гидрографическое судно.
- 1922 — Капитальный ремонт.
- 13 декабря 1922 — В распоряжении МПО ОГПУ.
- 17 мая 1924 — Морские силы Каспийского моря.
- 21 ноября 1925 — Разоружено и исключено из списков судов РККФ в связи с передачей Комгосфондов для демонтажа и реализации.